# Pulau Beringin (Pulau Beringin)
Pulau Beringin is een bestuurslaag in het regentschap Ogan Komering Ulu Selatan van de provincie Zuid-Sumatra, Indonesië. Pulau Beringin telt 3300 inwoners (volkstelling 2010).